# 先锋镇 (重庆市)
先锋镇，是中华人民共和国重庆市江津区下辖的一个乡镇级行政单位。

## 行政区划
先锋镇下辖以下地区：
椒乡社区、夹滩社区、绣庄村、麻柳村、保坪村、大湾村、金紫村、永丰村、石鱼村和香草村。